# Пывсянъю
Пывсянъю — река в России, протекает по Республике Коми. Устье реки находится в 136 км по левому берегу реки Ёлва. Длина реки составляет 44 км. В 23 км от устья по левому берегу впадает река Малая Пывсянъю.

## Данные водного реестра
По данным государственного водного реестра России относится к Двинско-Печорскому бассейновому округу, водохозяйственный участок реки — Вычегда от города Сыктывкар и до устья, речной подбассейн реки — Вычегда. Речной бассейн реки — Северная Двина.
Код объекта в государственном водном реестре — 03020200212103000021722.